# Eumicrota socia
Eumicrota socia är en skalbaggsart som först beskrevs av Wilhelm Ferdinand Erichson 1839.  Eumicrota socia ingår i släktet Eumicrota och familjen kortvingar. Inga underarter finns listade i Catalogue of Life.